# Теневая зона
«Теневая зона», также встречается перевод «Тёмная зона» (англ. Shadowzone) — американский фантастический фильм ужасов режиссёра Джозефа С. Кардоне.

## Сюжет
В одной из подземных лабораторий американскими учёными космического агентства НАСА проводятся медицинские эксперименты, касающиеся искусственного погружения человека в состояние анабиоза. Во время одного из таких экспериментов участник погибает от кровоизлияния в мозг.
Для расследования этого инцидента в лабораторию прибывает представитель НАСА — капитан Хикок. Истинную причину трагедии пытаются скрыть от капитана врачи — руководитель эксперимента Джонатан Ван Флит и его ассистент доктор Эрхар. Выясняется, что в ходе экспериментов в наш мир попало опасное существо из другого измерения, которое начинает убивать сотрудников лаборатории одного за другим, принимая форму худших страхов каждого. 

## В ролях
- Луиза Флетчер — доктор Эрхарт
- Дэвид Бикрофт — капитан Хикок
- Джеймс Хонг — Джонатан Ван Флит
- Фредерик Флинн — Томи Шиверс
- Шоун Уэтерли — Др. Кидвэлл
- Морин Флаэрти — Дженни
- Лу Леонард — миссис Каттер

## Критика
Журнал Starburst дал фильму положительный отзыв и 7 из 10 звезд, назвав его «малоизвестным», но, тем не менее, «приятным сюрпризом». Рецензент Джулиан Уайт особо похвалил производственный дизайн фильма и персонажей.